# Cascocauda
Cascocauda rong
Genre
Espèce
Cascocauda (littéralement « queue ancienne ») est un genre fossile de ptérosaures anurognathidés du Jurassique moyen à supérieur, découvert dans la formation de Tiaojishan (province du Hebei, Chine). On n'en connaît qu'une espèce, Cascocauda rong, connue à partir d’un squelette complet appartenant à un individu juvénile, préservé avec des tissus mous étendus, incluant les membranes des ailes et un épais revêtement de pycnofibres. Certaines de ces pycnofibres semblent être ramifiées, ressemblant aux plumes des dinosaures théropodes maniraptoriens, ce qui suggère que les pycnofibres des ptérosaures pourraient être étroitement apparentées aux plumes des dinosaures.

## Découverte et dénomination
Le spécimen type et unique, NJU-57003, a été découvert dans la Formation de Tiaojishan en Chine. Le spécimen provient du site de Mutoudeng dans le lit de Daohugou, situé dans le comté de Qinglong, dans la Province du Hebei, daté des étages Callovien à Oxfordien, au cours du Jurassique moyen à supérieur. NJU-57003 est constitué d’un squelette presque complet et articulé avec des tissus mous largement préservés sur une plaque principale et sa contre-plaque, et il est conservé à l’Université de Nanjing, en Chine. Le spécimen a été signalé pour la première fois comme un anurognathidé sans nom en décembre 2018 par Zixiao Yang et ses collègues, avec un autre spécimen anurognathidé (CAGS-Z070), dans une description et une analyse des structures tégumentaires des deux spécimens. NJU-57003 ne sera pleinement décrit qu’en 2022 par Yang et ses collègues, qui l’ont diagnostiqué comme un nouveau genre et une nouvelle espèce, Cascocauda rong. Le nom générique est dérivé du latin cascus, signifiant « ancien » ou « primitif », et cauda, signifiant « queue ». Le nom spécifique vient du caractère chinois « róng » (绒/絨), issu de l’expression « máo róng róng » (毛绒绒/毛絨絨) qui signifie « un aspect duveteux ». Ainsi, le nom binomial complet se traduit par « queue ancienne duveteuse ».

## Description
Comme les autres anurognathidés, Cascocauda était un petit ptérosaure avec un crâne court et large, des mâchoires de type « grenouille », de grands yeux, des ailes larges et une queue courte. Le seul spécimen connu présente une envergure de 434 millimètres (17,1 pouces), bien que cet individu soit immature et probablement en croissance. Le crâne est plus large que long (22,2 mm de long contre 31,7 mm de large) et est mal préservé, bien que les processus ascendants de la mâchoire séparant la narine, la fenêtre antéorbitaire et l’orbite semblent visibles sur le côté droit. Ses dents sont longues (2,2 à 2,7 mm) et fines (~0,5 mm au point médian), avec des surfaces lisses et courbées vers les extrémités, et au moins dix-neuf dents sont présentes dans la mâchoire supérieure.
La plupart des vertèbres sont écrasées ou obscurcies, mais le cou est visiblement court et au moins dix vertèbres dorsales sont visibles, avec des vertèbres sacrées courtes et larges. Trois rangées de gastralia sont également préservées sous la cage thoracique. La queue est mieux conservée et relativement longue comparée à celles des autres anurognathidés, avec une longueur de 42 millimètres (1,7 pouces) et au moins 20 vertèbres caudales. Ces vertèbres mesurent environ 2 mm à la base de la queue, augmentent jusqu’à 3,4 mm vers le milieu, puis diminuent de nouveau vers l’extrémité. Les vertèbres du milieu portent également de longs zygapophyses reliant les vertèbres et de longs chevrons, d’une longueur au moins deux fois supérieure au corps vertébral principal. Cela est similaire à d’autres batrachognathinés, comme Sinomacrops, mais différent des anurognathinés à queue courte,.
La scapula est légèrement plus longue que le coracoïde avec un rapport de longueur de 1,2, et ensemble, elles forment un angle en « V » d’environ 60°. L’humérus est robuste et présente une crête deltopectorale de forme sub-triangulaire, contrairement aux autres batrachognathinés. Il est légèrement courbé, contrairement au radius et à l’ulna, qui sont droits. Le radius et l’ulna sont bien plus longs que l’humérus, légèrement plus courts que le premier phalange du doigt alaire, et approximativement de la même longueur que le deuxième. Les deux phalanges restantes diminuent progressivement en longueur. Les os carpien sont mal préservés, mais l’os ptéroïde est court, courbé et émoussé à son extrémité, et les métacarpiens ne mesurent qu’un quart de la longueur du radius.
Les os des membres postérieurs sont longs et droits, avec un péroné ne mesurant que la moitié de la longueur du tibia. Les métatarsiens I à IV sont longs et approximativement de même longueur, tandis que les phalanges les plus longues sont les avant-dernières avant les griffes. Le cinquième orteil, qui soutient le cruropatagium entre les jambes, possède un métatarsien beaucoup plus court et robuste. Le premier phalange est robuste et droit, tandis que le second est mince et légèrement courbé. Les griffes des pieds et des ailes sont similaires en forme et fortement courbées, mais les griffes des ailes sont plus grandes et plus robustes.

### Tégument et coloration
Cascocauda était presque entièrement recouvert d’un pelage dense de filaments semblables à des poils, connus chez les ptérosaures sous le nom de pycnofibres, qui apparaissent sous deux formes. Les premières sont des filaments simples et courbés, mesurant de 3,5 à 12,8 mm de long. Ces filaments couvrent la majeure partie de l’animal, y compris la tête, le cou, le corps, les membres et la queue. Le second type est constitué de touffes de filaments unis à la base, similaires aux plumes duveteuses ramifiées des oiseaux et autres dinosaures coelurosauriens, mesurant de 2,5 à 8,0 mm de long, et présents uniquement sur les membranes alaires. Des études sur les pycnofibres échantillonnées ont révélé la présence de microstructures à l’intérieur des filaments, semblables aux pigments mélanosomiques identifiés dans d’autres téguments fossiles, spécifiquement des phaeomélanosomes. En outre, une spectroscopie infrarouge de ces pycnofibres a montré des spectres d’absorption similaires à ceux des cheveux humains roux. Ces pycnofibres servaient probablement à la fois à l’isolation thermique et à améliorer l’aérodynamisme du corps et des ailes en vol.
L’identité de ces structures ramifiées comme étant des pycnofibres ou des plumes a été remise en question par Unwin et Martill (2020), qui les ont interprétées comme des aktinofibrilles regroupées et dégradées – des fibres de renforcement présentes dans les membranes alaires des ptérosaures – et ont attribué les mélanosomes et la kératine à la peau plutôt qu’aux filaments. Ces affirmations ont été réfutées par Yang et ses collègues, qui ont soutenu que les interprétations d’Unwin et Martill étaient incompatibles avec la préservation du spécimen. Ils ont notamment affirmé que la structure régulière, l’espacement constant et l’extension des filaments au-delà de la membrane alaire appuyaient leur identification comme pycnofibres. De plus, ils ont souligné que la restriction des mélanosomes et de la kératine aux filaments, comme cela se produit dans les plumes fossiles de dinosaures, soutenait leur nature filamenteuse et ne correspondait pas à une contamination de la peau préservée.
Comparées à la couverture de pycnofibres, les membranes alaires (patagia) sont moins bien préservées et ne sont visibles que localement sur le fossile.

## Classification
NJU-57003 a été initialement décrit comme un anurognathidé d’espèce indéterminée en 2018, bien que Yang et ses collègues aient reconnu que le spécimen présentait des similarités avec Jeholopterus et Dendrorhynchoides provenant de la même biote locale, et qu’il pouvait probablement s’agir d’un juvénile de l’un de ces genres. Cependant, une analyse ultérieure de l’allométrie – c’est-à-dire de la façon dont les proportions changent avec la croissance – menée par Yang et al. (2022) a démontré que les proportions de Cascocauda étaient distinctes de tous les autres anurognathidés, indépendamment de son stade juvénile, ce qui indiquait qu’il appartenait à un nouveau taxon.
Une analyse phylogénétique réalisée dans la même étude a placé Cascocauda au sein de la sous-famille des Batrachognathinae, dans un clade d’anurognathidés à queue relativement longue, trait possiblement primitif comparé aux anurognathinés dérivés à queue courte. Une version simplifiée de leurs résultats est présentée dans le cladogramme ci-dessous :
|  | Cascocauda rong                                                               |
|  |                                                                               |
|  | \| \| Sinomacrops bondei \| \| \| \| \| \| Batrachognathus volans \| \| \| \| |
|  |                                                                               |
|  | Sinomacrops bondei                                                            |
|  |                                                                               |
|  | Batrachognathus volans                                                        |
|  |                                                                               |

|  | Sinomacrops bondei     |
|  |                        |
|  | Batrachognathus volans |
|  |                        |

|  | Vesperopterylus lamadongensis                                             |
|  |                                                                           |
|  | \| \| CAGS-Z070 \| \| \| \| \| \| Jeholopterus ningchengensis \| \| \| \| |
|  |                                                                           |
|  | CAGS-Z070                                                                 |
|  |                                                                           |
|  | Jeholopterus ningchengensis                                               |
|  |                                                                           |

|  | CAGS-Z070                   |
|  |                             |
|  | Jeholopterus ningchengensis |
|  |                             |

|  | Vesperopterylus lamadongensis                                             |
|  |                                                                           |
|  | \| \| CAGS-Z070 \| \| \| \| \| \| Jeholopterus ningchengensis \| \| \| \| |
|  |                                                                           |
|  | CAGS-Z070                                                                 |
|  |                                                                           |
|  | Jeholopterus ningchengensis                                               |
|  |                                                                           |

|  | CAGS-Z070                   |
|  |                             |
|  | Jeholopterus ningchengensis |
|  |                             |

|  | Vesperopterylus lamadongensis                                             |
|  |                                                                           |
|  | \| \| CAGS-Z070 \| \| \| \| \| \| Jeholopterus ningchengensis \| \| \| \| |
|  |                                                                           |
|  | CAGS-Z070                                                                 |
|  |                                                                           |
|  | Jeholopterus ningchengensis                                               |
|  |                                                                           |

|  | CAGS-Z070                   |
|  |                             |
|  | Jeholopterus ningchengensis |
|  |                             |

|  | Vesperopterylus lamadongensis                                             |
|  |                                                                           |
|  | \| \| CAGS-Z070 \| \| \| \| \| \| Jeholopterus ningchengensis \| \| \| \| |
|  |                                                                           |
|  | CAGS-Z070                                                                 |
|  |                                                                           |
|  | Jeholopterus ningchengensis                                               |
|  |                                                                           |

|  | CAGS-Z070                   |
|  |                             |
|  | Jeholopterus ningchengensis |
|  |                             |

|  | Vesperopterylus lamadongensis                                             |
|  |                                                                           |
|  | \| \| CAGS-Z070 \| \| \| \| \| \| Jeholopterus ningchengensis \| \| \| \| |
|  |                                                                           |
|  | CAGS-Z070                                                                 |
|  |                                                                           |
|  | Jeholopterus ningchengensis                                               |
|  |                                                                           |

|  | CAGS-Z070                   |
|  |                             |
|  | Jeholopterus ningchengensis |
|  |                             |

|  | Vesperopterylus lamadongensis                                             |
|  |                                                                           |
|  | \| \| CAGS-Z070 \| \| \| \| \| \| Jeholopterus ningchengensis \| \| \| \| |
|  |                                                                           |
|  | CAGS-Z070                                                                 |
|  |                                                                           |
|  | Jeholopterus ningchengensis                                               |
|  |                                                                           |

|  | CAGS-Z070                   |
|  |                             |
|  | Jeholopterus ningchengensis |
|  |                             |

|  | Vesperopterylus lamadongensis                                             |
|  |                                                                           |
|  | \| \| CAGS-Z070 \| \| \| \| \| \| Jeholopterus ningchengensis \| \| \| \| |
|  |                                                                           |
|  | CAGS-Z070                                                                 |
|  |                                                                           |
|  | Jeholopterus ningchengensis                                               |
|  |                                                                           |

|  | CAGS-Z070                   |
|  |                             |
|  | Jeholopterus ningchengensis |
|  |                             |

|  | Vesperopterylus lamadongensis                                             |
|  |                                                                           |
|  | \| \| CAGS-Z070 \| \| \| \| \| \| Jeholopterus ningchengensis \| \| \| \| |
|  |                                                                           |
|  | CAGS-Z070                                                                 |
|  |                                                                           |
|  | Jeholopterus ningchengensis                                               |
|  |                                                                           |

|  | CAGS-Z070                   |
|  |                             |
|  | Jeholopterus ningchengensis |
|  |                             |

|  | Cascocauda rong                                                               |
|  |                                                                               |
|  | \| \| Sinomacrops bondei \| \| \| \| \| \| Batrachognathus volans \| \| \| \| |
|  |                                                                               |
|  | Sinomacrops bondei                                                            |
|  |                                                                               |
|  | Batrachognathus volans                                                        |
|  |                                                                               |

|  | Sinomacrops bondei     |
|  |                        |
|  | Batrachognathus volans |
|  |                        |

|  | Vesperopterylus lamadongensis                                             |
|  |                                                                           |
|  | \| \| CAGS-Z070 \| \| \| \| \| \| Jeholopterus ningchengensis \| \| \| \| |
|  |                                                                           |
|  | CAGS-Z070                                                                 |
|  |                                                                           |
|  | Jeholopterus ningchengensis                                               |
|  |                                                                           |

|  | CAGS-Z070                   |
|  |                             |
|  | Jeholopterus ningchengensis |
|  |                             |

|  | Vesperopterylus lamadongensis                                             |
|  |                                                                           |
|  | \| \| CAGS-Z070 \| \| \| \| \| \| Jeholopterus ningchengensis \| \| \| \| |
|  |                                                                           |
|  | CAGS-Z070                                                                 |
|  |                                                                           |
|  | Jeholopterus ningchengensis                                               |
|  |                                                                           |

|  | CAGS-Z070                   |
|  |                             |
|  | Jeholopterus ningchengensis |
|  |                             |

|  | Vesperopterylus lamadongensis                                             |
|  |                                                                           |
|  | \| \| CAGS-Z070 \| \| \| \| \| \| Jeholopterus ningchengensis \| \| \| \| |
|  |                                                                           |
|  | CAGS-Z070                                                                 |
|  |                                                                           |
|  | Jeholopterus ningchengensis                                               |
|  |                                                                           |

|  | CAGS-Z070                   |
|  |                             |
|  | Jeholopterus ningchengensis |
|  |                             |

|  | Vesperopterylus lamadongensis                                             |
|  |                                                                           |
|  | \| \| CAGS-Z070 \| \| \| \| \| \| Jeholopterus ningchengensis \| \| \| \| |
|  |                                                                           |
|  | CAGS-Z070                                                                 |
|  |                                                                           |
|  | Jeholopterus ningchengensis                                               |
|  |                                                                           |

|  | CAGS-Z070                   |
|  |                             |
|  | Jeholopterus ningchengensis |
|  |                             |

|  | Vesperopterylus lamadongensis                                             |
|  |                                                                           |
|  | \| \| CAGS-Z070 \| \| \| \| \| \| Jeholopterus ningchengensis \| \| \| \| |
|  |                                                                           |
|  | CAGS-Z070                                                                 |
|  |                                                                           |
|  | Jeholopterus ningchengensis                                               |
|  |                                                                           |

|  | CAGS-Z070                   |
|  |                             |
|  | Jeholopterus ningchengensis |
|  |                             |

|  | Vesperopterylus lamadongensis                                             |
|  |                                                                           |
|  | \| \| CAGS-Z070 \| \| \| \| \| \| Jeholopterus ningchengensis \| \| \| \| |
|  |                                                                           |
|  | CAGS-Z070                                                                 |
|  |                                                                           |
|  | Jeholopterus ningchengensis                                               |
|  |                                                                           |

|  | CAGS-Z070                   |
|  |                             |
|  | Jeholopterus ningchengensis |
|  |                             |

|  | Vesperopterylus lamadongensis                                             |
|  |                                                                           |
|  | \| \| CAGS-Z070 \| \| \| \| \| \| Jeholopterus ningchengensis \| \| \| \| |
|  |                                                                           |
|  | CAGS-Z070                                                                 |
|  |                                                                           |
|  | Jeholopterus ningchengensis                                               |
|  |                                                                           |

|  | CAGS-Z070                   |
|  |                             |
|  | Jeholopterus ningchengensis |
|  |                             |

|  | Vesperopterylus lamadongensis                                             |
|  |                                                                           |
|  | \| \| CAGS-Z070 \| \| \| \| \| \| Jeholopterus ningchengensis \| \| \| \| |
|  |                                                                           |
|  | CAGS-Z070                                                                 |
|  |                                                                           |
|  | Jeholopterus ningchengensis                                               |
|  |                                                                           |

|  | CAGS-Z070                   |
|  |                             |
|  | Jeholopterus ningchengensis |
|  |                             |

## Paléobiologie
Le seul spécimen connu de Cascocauda est considéré comme un juvénile, en se basant sur des caractéristiques squelettiques indiquant une immaturité. Notamment, certains os articulaires comme les os du carpe dans l’aile, ainsi que la scapula et le coracoïde de l’épaule, ne sont pas fusionnés, et les surfaces articulaires des membres sont rugueuses et marquées de cavités, deux signes d’une croissance osseuse incomplète. Selon le modèle de croissance allométrique, on suggère que, tout au long de leur vie, les anurognathidés comme Cascocauda connaissaient peu de changements dans leur mode de vie, restant des insectivores arboricoles volants, consommant possiblement des proies de taille constante. Ce mode de vie ontogénétiquement stable aurait contribué à la conservation de traits plésiomorphes (anciens) de la phase juvénile jusqu’à des stades ultérieurs du développement.